# St. Johannes (Luzern)
Die katholische Johanneskirche in Luzern ist ein moderner Bau aus Sichtbeton und steht an der Schädrütistrasse im Stadtteil Würzenbach.

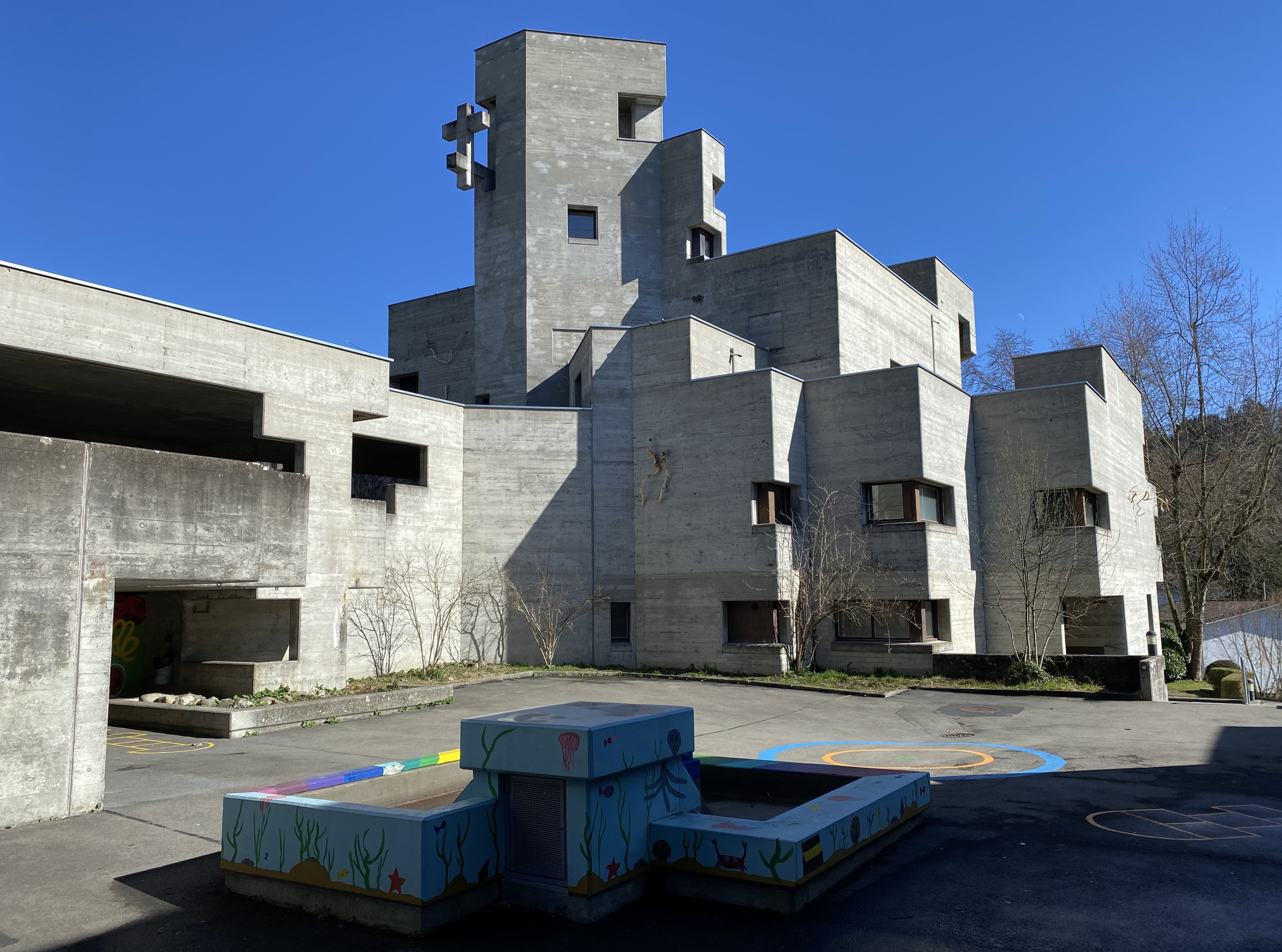
Johanneskirche in Luzern aussen

## Geschichte und Bau
Nach langjährigen Provisorien mit Notkapellen wurde ein Kirchenbau notwendig. Daher schrieb 1967 die Katholische Kirchgemeinde Luzern einen Projektwettbewerb für ein Quartierzentrum aus. So wurde die Kirche 1967 nach Plänen des Schweizer Architekten Walter Maria Förderer erbaut. Sie wurde erst drei Jahre später eingeweiht. Im Jahr 2001 fanden umfassende Renovierungsarbeiten mit künstlerischen Erweiterungen statt.
St. Johannes ist die jüngste Pfarrei der Stadt Luzern. Mit ihrer auffälligen Beton-Architektur sorgte die Kirche von Anfang an für Gesprächsstoff. Noch heute überrascht das Gotteshaus durch seine Modernität. Die Johanneskirche zählt auch zu den bekanntesten Skulpturkirchen für die Förderer bekannt wurde.
Bei der Gestaltung des Innenraumes verwirklichte Förderer bei seinen Kirchen seine ganz eigene Philosophie. Dabei präsentiert sich die Kirche dem Besucher als ein Raum, der nichts fordert. Der Künstler gestaltete den Kirchenraum als einen «grottenähnlichen Hohlraum mit hervorgehobenem Altarbereich» (Fabrizio Brentini) der Geborgenheit vermittelt. Dennoch gibt es viele unterschiedliche Orte im Inneren, die zur spirituellen Einkehr einladen, wie z. B. die Meditationsnischen, das Bronzene Kreuz, Nische mit Klangstäben wie auch ganz vertraute Elemente, wie z. B. die Johannesstatue, die Pietà mit einer Kerzennische laden ein, dort zu verweilen.

## Orgel
Die Orgel auch «Königin im roten Gewand» genannt, wurde von der Luzerner Orgelbau-Firma Goll erbaut. Nach einer Planungs- und Bauzeit von zwei Jahren wurde das mechanische Schleifladeninstrument am 6. Januar 1980 mit einem Weihegottesdienst und einem Festkonzert seiner Bestimmung übergeben. Das Instrument hat 32 Register verteilt auf drei Manuale und Pedal. Die Orgel ist in der Farbe Rot gehalten, welche als Symbol für die Erde dient. Sie ist fast auf der gleichen Ebene mit dem Altar auf der rechten Seite der Kirche aufgestellt und verbindet so symbolisch die Erde mit dem Himmel. Die Disposition ist eine Synthese aus Registern der Romantik und des Barock und lautet wie folgt:
| I Schwellwerk C–g''' |              |        |
| 15.                  | Suavial      | 8′     |
| 16.                  | Rohrgedackt  | 8′     |
| 17.                  | Unda maris   | 8′     |
| 18.                  | Principal    | 4′     |
| 19.                  | Gemshorn     | 4′     |
| 20.                  | Quinte       | 2 ⁄3′  |
| 21.                  | Waldflöte    | 2′     |
| 22.                  | Terz         | 1 3⁄5′ |
| 23.                  | Plein jeu IV | 1′     |
| 24.                  | Englischhorn | 16′    |
| 25.                  | Schalmei     | 8′     |

| II Hauptwerk C–g''' |             |       |
| 1.                  | Pommer      | 16′   |
| 2.                  | Principal   | 8′    |
| 3.                  | Spitzflöte  | 8′    |
| 4.                  | Octave      | 4′    |
| 5.                  | Koppelflöte | 4′    |
| 6.                  | Oktave      | 2′    |
| 7.                  | Cornett V   |       |
| 8.                  | Mixtur IV   | 1 ⁄3′ |
| 9.                  | Trompete    | 8′    |

| III Brustwerk C–g''' |           |       |
| 10.                  | Gedackt   | 8′    |
| 11.                  | Rohrflöte | 4′    |
| 12.                  | Principal | 2′    |
| 13.                  | Quinte    | 1 ⁄3′ |
| 14.                  | Regal     | 8′    |
|                      | Tremulant |       |

| Pedal C–f' |            |     |
| 26.        | Principal  | 16′ |
| 27.        | Subbaß     | 16′ |
| 28.        | Octave     | 8′  |
| 29.        | Octave     | 4′  |
| 30.        | Mixtur III | 2′  |
| 31.        | Posaune    | 16′ |
| 32.        | Trompete   | 8′  |

- Koppeln: III/II, I/II, I/P, II/P, III/P

## Glocke und Turm

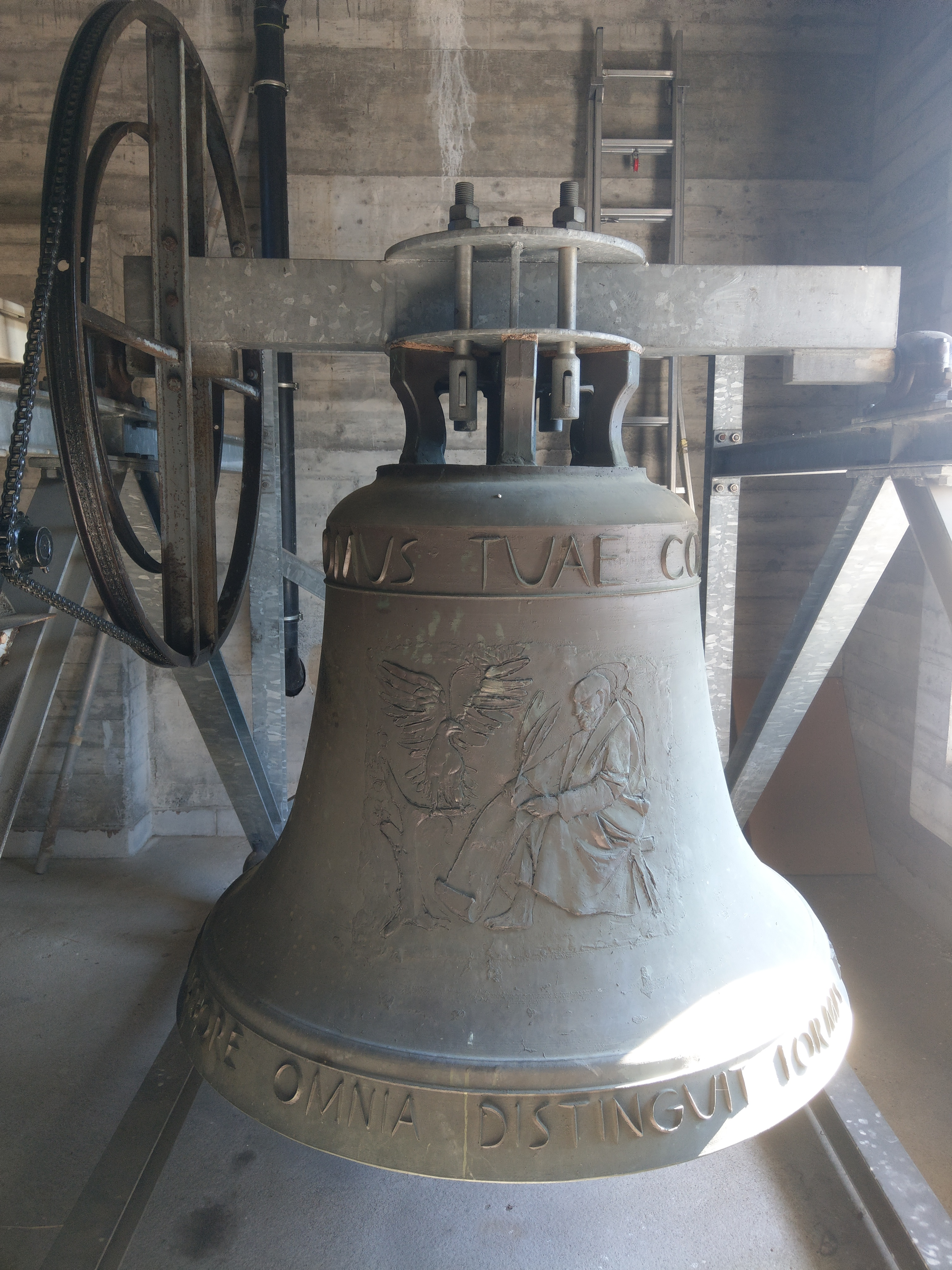
Johannesglocke

Im Turm der Kirche fand eine einzige Glocke Platz. Die «St. Johannesglocke» hat den Schlagton es1. Sie wurde von der Glockengiesserei Emil Eschmann AG aus Rickenbach TG 1969 gegossen. Die Glocke, die am 28. Mai 1970 geweiht wurde, gestaltete Rolf Brem künstlerisch. Sie zeigt eine Darstellung des Evangelisten Johannes. Offiziell soll es die letzte Glocke von Eschmann sein, bevor Herr Zollinger die Giesserei übernahm.